# Galatasaray Istanbul/Saison 1980/81
Die Saison 1980/81 von Galatasaray Istanbul war die 73. Saison in der Vereinsgeschichte und die 23. Saison in der türkischen Liga, der 1. Lig. Der Klub beendete die Saison auf dem 3. Platz. Die Türkiye Kupası endete für die Gelb-Roten im Viertelfinale.

## Personalien

### Kader
| Nat.       | Name              | Geburtsdatum  | im Verein seit | vorheriger Verein  |
| Torhüter   | Torhüter          | Torhüter      | Torhüter       | Torhüter           |
| ---------- | ----------------- | ------------- | -------------- | ------------------ |
| Turkei     | Haydar Erdoğan    | 19. Apr. 1959 | 1979           | Sarıyer SK         |
| Turkei     | Eser Özaltındere  | 13. Feb. 1954 | 1978           | Adana Demirspor    |
| Abwehr     |                   |               |                |                    |
| Turkei     | Erdoğan Arıca     | 24. Juli 1954 | 1977           | Orduspor           |
| Turkei     | Ali Çoban         | 1. Okt. 1955  | 1980           | Adanaspor          |
| Turkei     | Fettah Dindar     | 15. Sep. 1955 | 1980           | Istanbulspor       |
| Turkei     | Müfit Erkasap     | 11. Juni 1957 | 1974           | eigene Jugend      |
| Turkei     | Murat İnan        | 10. Juni 1955 | 1980           | Kayserispor        |
| Turkei     | İbrahim Sokullu   | 1. Jan. 1945  | 1979           | Edirnespor         |
| Turkei     | Furkan Ölçer      | 28. Sep. 1956 | 1980           | n. a.              |
| Turkei     | Kadir Özcan       | 21. Juni 1952 | 1980           | Zonguldakspor      |
| Turkei     | Cüneyt Tanman     | 16. Jan. 1956 | 1976           | Giresunspor        |
| Turkei     | Fatih Terim       | 4. Sep. 1953  | 1974           | Adana Demirspor    |
| Mittelfeld |                   |               |                |                    |
| Turkei     | Gürcan Aday       | 15. Aug. 1958 | 1977           | Adana Demirspor    |
| Turkei     | Orhan Akyüz       | 15. Mai 1954  | 1979           | Trabzonspor        |
| Turkei     | Mustafa Ergücü    | 15. Jan. 1955 | 1980           | Kayserispor        |
| Turkei     | Turgay İnal       | 1. Jan. 1958  | 1977           | Dardanelspor       |
| Turkei     | Hasan Moralı      | 1. Jan. 1957  | 1978           | eigene Jugend      |
| Turkei     | Cengiz Yazıcıoğlu | 1. Jan. 1953  | 1980           | Kayserispor        |
| Turkei     | Metin Yıldız      | 24. Nov. 1960 | 1978           | eigene Jugend      |
| Angriff    |                   |               |                |                    |
| Turkei     | Bülent Alkılıç    | 24. Nov. 1960 | 1980           | eigene Jugend      |
| Turkei     | Metin Çekiçler    | 3. Jan. 1961  | 1979           | eigene Jugend      |
| Turkei     | Reşit Güner       | 13. Okt. 1953 | 1980           | Tarsus İdman Yurdu |
| Turkei     | Öner Kılıç        | 15. Mai 1954  | 1976           | n. a.              |
| Turkei     | Mehmet Özgül      | 1. Jan. 1950  | 1980           | Bursaspor          |
| Turkei     | Ümit Özkalp       | 30. Apr. 1959 | 1980           | Istanbulspor       |

#### Transfers
| Zugänge | Abgänge |
| --- | --- |
| - Bülent Alkılıç (eigene Jugend) - Ali Çoban (Adanaspor) - Fettah Dindar (Istanbulspor) - Mustafa Ergücü (Kayserispor) - Reşit Güner (Tarsus İdman Yurdu) - Murat İnan (Kayserispor) - Furkan Ölçer (Unbekannt) - Kadir Özcan (Zonguldakspor) - Mehmet Özgül (Bursaspor) - Ümit Özkalp (Istanbulspor) - Cengiz Yazıcıoğlu (Kayserispor) | - Oğuz Aydoğdu (Kayserispor) - Mustafa Cevlan (Adana Demirspor) - Mustafa Dil (Kayserispor) - Rıdvan Kılıç (Unbekannt) - Gökmen Özdenak (Karriere beendet) - Eyüp Taş (Kayserispor) - Güngör Tekin (Fenerbahçe Istanbul) - Kemal Yıldırım (Zonguldakspor) |

## Spielkleidung
| Heim | Auswärts | Ausweich |

- Ausrüster: Umbro
- Trikotsponsor: THY / Telefunken

## Saison
Alle Ergebnisse aus Sicht von Galatasaray Istanbul.
Die Tabelle listet alle 1.-Lig-Spiele des Vereins der Saison 1980/81 auf. Siege sind grün, Unentschieden gelb und Niederlagen rot markiert.

### 1. Lig
| ST | Datum             | Gegner              | Ort                              | Ergebnis  | Tor(e) für Galatasaray Istanbul                                               | Karte(n) für Galatasaray Istanbul         |
| -- | ----------------- | ------------------- | -------------------------------- | --------- | ----------------------------------------------------------------------------- | ----------------------------------------- |
| 01 | 24. August 1980   | Eskişehirspor       | Atatürk Stadı, Izmir 1           | 4:1 (1:0) | 1:0 Kılıç (13.), 2:0 Arıca (59.), 3:0 Ergücü (65. Elfmeter), 4:1 Yıldız (85.) | keine                                     |
| 02 | 31. August 1980   | Boluspor            | Şehir Stadı, Bolu                | 0:3 (0:1) | keine                                                                         | Erkasap (81.)                             |
| 03 | 7. September 1980 | Adanaspor           | 19 Mayıs Stadı, Ankara 1         | 1:3 (0:2) | 1:2 Ergücü (60.)                                                              | keine                                     |
| 04 | 19. Oktober 1980  | Mersin İdman Yurdu  | Tevfik Sırrı Gür Stadı, Mersin   | 1:0 (0:0) | 1:0 Tanman (65.)                                                              | Tanman (71.), Kılıç (76.)                 |
| 05 | 25. Oktober 1980  | Gaziantepspor       | İnönü Stadı, Istanbul            | 0:0       | keine                                                                         | keine                                     |
| 06 | 2. November 1980  | Zonguldakspor       | Şehir Stadı, Zonguldak           | 1:2 (1:1) | 1:0 Ergücü (9.)                                                               | Terim (79.)                               |
| 07 | 8. November 1980  | Orduspor            | İnönü Stadı, Istanbul            | 3:0 (1:0) | 1:0 Alkılıç (20.) 2:0 Ergücü (79.) 3:0 İnal (84.)                             | Terim (42.)                               |
| 08 | 16. November 1980 | Trabzonspor         | Hüseyin Avni Aker Stadı, Trabzon | 0:3 (0:1) | keine                                                                         | keine                                     |
| 09 | 23. November 1980 | Beşiktaş Istanbul   | Inönü Stadı, Istanbul            | 1:0 (0:0) | 1:0 İnal (65.)                                                                | keine                                     |
| 10 | 7. Dezember 1980  | Kocaelispor         | İnönü Stadı, Istanbul            | 1:0 (0:0) | 1:0 Tanman (77.)                                                              | keine                                     |
| 11 | 14. Dezember 1980 | Adana Demirspor     | Şehir Stadı, Adana               | 0:0       | keine                                                                         | keine                                     |
| 12 | 21. Dezember 1980 | Altay Izmir         | Ali Sami Yen Stadyumu, Istanbul  | 0:0       | keine                                                                         | Arıca (80.)                               |
| 13 | 28. Dezember 1980 | Fenerbahçe Istanbul | Inönü Stadı, Istanbul            | 1:0 (1:0) | 1:0 İnal (25.)                                                                | Erkasap (57.), İnal (79.)                 |
| 14 | 4. Januar 1981    | Bursaspor           | Ali Sami Yen Stadyumu, Istanbul  | 2:0 (0:0) | 1:0 İnal (62.), 2:0 Erkasap (68.)                                             | keine                                     |
| 15 | 11. Januar 1981   | Rizespor            | Şehir Stadı, Rize                | 1:0 (0:0) | 1:0 İnal (46.)                                                                | keine                                     |
| 16 | 1. Februar 1981   | Eskişehirspor       | Atatürk Stadı, Eskişehir         | 0:1 (0:0) | keine                                                                         | Arıca (82.), Erkasap (87.)                |
| 17 | 8. Februar 1981   | Boluspor            | Ali Sami Yen Stadyumu, Istanbul  | 3:2 (2:1) | 1:0 İnal (3.), 2:1 Özgül (25.), 3:2 Özgül (77.)                               | keine                                     |
| 18 | 15. Februar 1981  | Adanaspor           | Şehir Stadı, Adana               | 1:1 (0:1) | 1:1 Çoban (73.)                                                               | Dindar (61.)                              |
| 19 | 22. Februar 1981  | Fenerbahçe Istanbul | Inönü Stadı, Istanbul            | 1:0 (0:0) | 1:0 Çoban (53.)                                                               | keine                                     |
| 20 | 28. Februar 1981  | Rizespor            | Inönü Stadı, Istanbul            | 2:2 (1:2) | 1:1 Terim (12.), 2:2 Terim (61.)                                              | Terim (79.)                               |
| 21 | 8. März 1981      | Bursaspor           | Atatürk Stadı, Bursa             | 1:2 (0:1) | 1:2 Alkılıç (85.)                                                             | keine                                     |
| 22 | 14. März 1981     | Mersin İdman Yurdu  | Inönü Stadı, Istanbul            | 0:0       | keine                                                                         | keine                                     |
| 23 | 9. März 1981      | Gaziantepspor       | Kamil Ocak Stadı, Gaziantep      | 0:1 (0:0) | keine                                                                         | Yazıcıoğlu (51.)                          |
| 24 | 5. April 1981     | Zonguldakspor       | Ali Sami Yen Stadyumu, Istanbul  | 1:0 (0:0) | 1:0 Erkasap (67.)                                                             | keine                                     |
| 25 | 19. April 1981    | Orduspor            | 19 Eylül Stadı, Ordu             | 0:1 (0:1) | keine                                                                         | keine                                     |
| 26 | 25. April 1981    | Trabzonspor         | Ali Sami Yen Stadyumu, Istanbul  | 2:1 (1:1) | 1:0 Akyüz (17.), 2:1 Tanman (47.)                                             | keine                                     |
| 27 | 3. Mai 1981       | Beşiktaş Istanbul   | Ali Sami Yen Stadyumu, Istanbul  | 0:0       | keine                                                                         | keine                                     |
| 28 | 10. Mai 1981      | Kocaelispor         | İsmetpaşa Stadyumu, Kocaeli      | 0:1 (0:0) | keine                                                                         | keine                                     |
| 29 | 17. Mai 1981      | Adana Demirspor     | Ali Sami Yen Stadyumu, Istanbul  | 0:2 (0:1) | keine                                                                         | Yazıcıoğlu (78.)                          |
| 30 | 24. Mai 1981      | Altay Izmir         | Atatürk Stadı, Izmir             | 0:0       | keine                                                                         | Erkasap (32.), Tanman (71.) Erkasap (34.) |

### Türkiye Kupası
| Runde        | Datum             | Gegner        | Ort                    | Ergebnis             | Tor(e) für Galatasaray Istanbul                    | Karte(n) für Galatasaray Istanbul                   |
| ------------ | ----------------- | ------------- | ---------------------- | -------------------- | -------------------------------------------------- | --------------------------------------------------- |
| 5R-Hinspiel  | 12. November 1980 | Zonguldakspor | Şehir Stadı, Zonguldak | 0:1 (0:1)            | keine                                              | keine                                               |
| 5R-Rückspiel | 17. Dezember 1980 | Zonguldakspor | Inönü Stadı, Istanbul  | 2:0 n. V. (1:0, 0:0) | 1:0 Akyüz (89.), 2:0 Çoban (106.)                  | Terim (29.), Arıca (38.), Akyüz (74.), Yıldız (93.) |
| AF-Hinspiel  | 4. März 1981      | Karabükspor   | Inönü Stadı, Istanbul  | 3:0 (3:0)            | 1:0 Güner (9.), 2:0 Alkılıç (12.), 3:0 Güner (42.) | Tanman (59.)                                        |
| AF-Rückspiel | 11. März 1981     | Karabükspor   | Şehir Stadı, Bolu 2    | 1:1 (1:0)            | 1:0 Erkasap (72.)                                  | keine                                               |
| VF-Hinspiel  | 1. April 1981     | Boluspor      | Şehir Stadı, Bolu      | 0:1 (0:1)            | keine                                              | keine                                               |
| VF-Rückspiel | 8. April 1981     | Boluspor      | Inönü Stadı, Istanbul  | 0:2 (0:0)            | keine                                              | Erkasap (25.)                                       |

### TSYD Kupası
| Datum           | Gegner              | Ort                   | Ergebnis  | Tor(e) für Galatasaray Istanbul | Karte(n) für Galatasaray Istanbul |
| --------------- | ------------------- | --------------------- | --------- | ------------------------------- | --------------------------------- |
| 16. August 1980 | Fenerbahçe Istanbul | Inönü Stadı, Istanbul | 0:5 (0:3) | keine                           | Erkasap (32.)                     |
| 17. August 1980 | Beşiktaş Istanbul   | Inönü Stadı, Istanbul | 1:1 (0:1) | 1:1 Ergücü (71.)                | keine                             |

## Statistiken

### Teamstatistik
| Wettbewerb     | Punkte | daheim | daheim | daheim | daheim | daheim | auswärts | auswärts | auswärts | auswärts | auswärts | Gesamt | Gesamt | Gesamt | Gesamt | Gesamt | Tordifferenz |
| Wettbewerb     | Punkte | Sp     | G      | U      | N      | TV     | Sp       | G        | U        | N        | TV       | Sp     | G      | U      | N      | TV     | Tordifferenz |
| -------------- | ------ | ------ | ------ | ------ | ------ | ------ | -------- | -------- | -------- | -------- | -------- | ------ | ------ | ------ | ------ | ------ | ------------ |
| 1. Lig         | 34:26  | 15     | 8      | 5      | 2      | 20:11  | 15       | 5        | 3        | 7        | 8:14     | 30     | 13     | 8      | 9      | 28:25  | +3           |
| Türkiye Kupası | –      | 3      | 2      | 0      | 1      | 5:2    | 3        | 0        | 1        | 2        | 1:3      | 6      | 2      | 1      | 3      | 6:5    | +1           |
| Gesamt         | 34:26  | 18     | 10     | 5      | 3      | 25:13  | 18       | 5        | 4        | 9        | 9:17     | 36     | 15     | 9      | 12     | 34:30  | +4           |

### Saisonverlauf
| Spieltag | 1 | 2 | 3  | 4  | 5 | 6 | 7 | 8 | 9 | 10 | 11 | 12 | 13 | 14 | 15 | 16 | 17 | 18 | 19 | 20 | 21 | 22 | 23 | 24 | 25 | 26 | 27 | 28 | 29 | 30 |
| -------- | - | - | -- | -- | - | - | - | - | - | -- | -- | -- | -- | -- | -- | -- | -- | -- | -- | -- | -- | -- | -- | -- | -- | -- | -- | -- | -- | -- |
| Spielort | H | A | H  | A  | A | H | A | H | A | A  | H  | A  | H  | A  | H  | A  | H  | A  | H  | H  | A  | H  | A  | H  | A  | H  | H  | H  | H  | A  |
| Resultat | S | N | N  | S  | S | U | N | S | N | S  | S  | U  | U  | S  | S  | N  | S  | U  | S  | U  | N  | U  | N  | S  | S  | S  | U  | U  | N  | 3  |
| Platz    | 1 | 8 | 12 | 10 | 7 | 7 | 7 | 7 | 7 | 7  | 5  | 7  | 7  | 4  | 3  | 4  | 3  | 3  | 3  | 3  | 3  | 4  | 4  | 3  | 3  | 2  | 2  | 3  | 3  | 3  |

Quelle: https://www.weltfussball.de/spielplan/tur-sueperlig-1980-1981
Legende: Spielort: H = Heim; A = Auswärts. Resultat: S = Sieg; U = Unentschieden; N = Niederlage

### Spielerstatistiken
| Spieler           | 1. Lig   | 1. Lig | 1. Lig      | 1. Lig     | Türkiye Kupası | Türkiye Kupası | Türkiye Kupası | Türkiye Kupası | TSYD Kupası | TSYD Kupası | TSYD Kupası | TSYD Kupası | Total    | Total | Total       | Total      |
| Spieler           | Einsätze | Tore   | Gelbe Karte | Rote Karte | Einsätze       | Tore           | Gelbe Karte    | Rote Karte     | Einsätze    | Tore        | Gelbe Karte | Rote Karte  | Einsätze | Tore  | Gelbe Karte | Rote Karte |
| ----------------- | -------- | ------ | ----------- | ---------- | -------------- | -------------- | -------------- | -------------- | ----------- | ----------- | ----------- | ----------- | -------- | ----- | ----------- | ---------- |
| Gürcan Aday       | 13       | 0      | 0           | 0          | 2              | 0              | 0              | 0              | 1           | 0           | 0           | 0           | 16       | 0     | 0           | 0          |
| Orhan Akyüz       | 22       | 1      | 0           | 0          | 4              | 1              | 1              | 0              | 0           | 0           | 0           | 0           | 26       | 2     | 1           | 0          |
| Bülent Alkılıç    | 15       | 2      | 0           | 0          | 5              | 1              | 0              | 0              | 0           | 0           | 0           | 0           | 20       | 3     | 0           | 0          |
| Erdoğan Arıca     | 26       | 1      | 2           | 0          | 5              | 0              | 1              | 0              | 2           | 0           | 0           | 0           | 33       | 1     | 3           | 0          |
| Metin Çekiçler    | 6        | 0      | 0           | 0          | 1              | 0              | 0              | 0              | 2           | 0           | 0           | 0           | 9        | 0     | 0           | 0          |
| Ali Çoban         | 24       | 2      | 0           | 0          | 6              | 1              | 0              | 0              | 0           | 0           | 0           | 0           | 30       | 3     | 0           | 0          |
| Mustafa Dil       | 0        | 0      | 0           | 0          | 0              | 0              | 0              | 0              | 1           | 0           | 0           | 0           | 1        | 0     | 0           | 0          |
| Fettah Dindar     | 26       | 0      | 1           | 0          | 5              | 0              | 0              | 0              | 0           | 0           | 0           | 0           | 31       | 0     | 1           | 0          |
| Haydar Erdoğan    | 6        | 0      | 0           | 0          | 3              | 0              | 0              | 0              | 1           | 0           | 0           | 0           | 10       | 0     | 0           | 0          |
| Mustafa Ergücü    | 28       | 4      | 0           | 0          | 4              | 0              | 0              | 0              | 2           | 1           | 0           | 0           | 34       | 5     | 0           | 0          |
| Müfit Erkasap     | 26       | 3      | 4           | 1          | 5              | 1              | 1              | 0              | 2           | 0           | 1           | 0           | 33       | 4     | 6           | 1          |
| Reşit Güner       | 3        | 0      | 0           | 0          | 2              | 2              | 0              | 0              | 0           | 0           | 0           | 0           | 5        | 2     | 0           | 0          |
| Turgay İnal       | 19       | 6      | 1           | 0          | 4              | 0              | 0              | 0              | 0           | 0           | 0           | 0           | 23       | 6     | 1           | 0          |
| Murat İnan        | 7        | 0      | 0           | 0          | 1              | 0              | 0              | 0              | 1           | 0           | 0           | 0           | 9        | 0     | 0           | 0          |
| Öner Kılıç        | 13       | 1      | 1           | 0          | 3              | 0              | 0              | 0              | 2           | 0           | 0           | 0           | 18       | 1     | 1           | 0          |
| Hasan Moralı      | 2        | 0      | 0           | 0          | 0              | 0              | 0              | 0              | 1           | 0           | 0           | 0           | 3        | 0     | 0           | 0          |
| Furkan Ölçer      | 0        | 0      | 0           | 0          | 0              | 0              | 0              | 0              | 1           | 0           | 0           | 0           | 1        | 0     | 0           | 0          |
| Eser Özaltındere  | 25       | 0      | 0           | 0          | 3              | 0              | 0              | 0              | 1           | 0           | 0           | 0           | 29       | 0     | 0           | 0          |
| Kadir Özcan       | 1        | 0      | 0           | 0          | 0              | 0              | 0              | 0              | 0           | 0           | 0           | 0           | 1        | 0     | 0           | 0          |
| Mehmet Özgül      | 10       | 2      | 0           | 0          | 3              | 0              | 0              | 0              | 0           | 0           | 0           | 0           | 13       | 2     | 0           | 0          |
| Ümit Özkalp       | 2        | 0      | 0           | 0          | 1              | 0              | 0              | 0              | 2           | 0           | 0           | 0           | 5        | 0     | 0           | 0          |
| İbrahim Sokullu   | 0        | 0      | 0           | 0          | 0              | 0              | 0              | 0              | 1           | 0           | 0           | 0           | 1        | 0     | 0           | 0          |
| Cüneyt Tanman     | 29       | 3      | 2           | 0          | 6              | 0              | 1              | 0              | 2           | 0           | 0           | 0           | 37       | 3     | 3           | 0          |
| Fatih Terim       | 27       | 2      | 3           | 0          | 6              | 0              | 1              | 0              | 1           | 0           | 0           | 0           | 34       | 2     | 4           | 0          |
| Cengiz Yazıcıoğlu | 26       | 0      | 1           | 1          | 5              | 0              | 0              | 0              | 2           | 0           | 0           | 0           | 33       | 0     | 1           | 1          |
| Kemal Yıldırım    | 0        | 0      | 0           | 0          | 0              | 0              | 0              | 0              | 2           | 0           | 0           | 0           | 2        | 0     | 0           | 0          |
| Metin Yıldız      | 24       | 1      | 0           | 0          | 3              | 0              | 1              | 0              | 2           | 0           | 0           | 0           | 29       | 1     | 1           | 0          |